# Coruxo Fútbol Club
El Coruxo Fútbol Club es un club de fútbol español de la parroquia de Corujo de la ciudad gallega de Vigo, en la provincia de Pontevedra. Fundado originalmente en 1930 y refundado en 1946, actualmente compite en la Segunda División RFEF, la cuarta categoría del fútbol nacional. Juega sus partidos como local en el Campo do Vao, con capacidad para 1 500 espectadores.
Ha disputado 19 temporadas en la tercera categoría del fútbol español, 8 en Tercera División en la década de 1960 y 11 en Segunda B entre 2010 y 2021. Su mejor clasificación fue la quinta posición de la temporada 2019-20, que se vio interrumpida por la pandemia de COVID-19.

## Historia
Antecedentes
En 1930 nacía un primer Coruxo F. C. tras fusionarse con otro equipo de la zona, el Mirambel, para formar un conjunto que disputará varios torneos locales en Vigo y alrededores, siendo el primer presidente del nuevo equipo D. Eduardo Costas Costas. A partir de la fusión el equipo se nutre de jugadores de la parroquia de Corujo y alrededores, y se establece un estadio para el Coruxo en la Junquera del Bao. Su primera competición fue un torneo regional llamado Liga del Val Miñor.
Federación
El actual club nace en 1946, cuando todos los miembros de la junta directiva con Eduardo Costas al frente reúnen los medios para iniciar una nueva etapa futbolística. En 1947, el equipo pasa a estar federado por la Federación Española de Fútbol y comienza a competir. Posteriormente iría inscribiendo a otros equipos de categorías inferiores.
Durante los años 50 el equipo vive una buena época en la que logra vencer en todas las competiciones en las que participa, logrando en la temporada 1958-59 la Copa Galicia de aficionados y el ascenso a la Tercera División Española, en la cual permanecería hasta la temporada 1966-67 en la que el equipo bajó. Durante los siguientes años oscilaría entre la Tercera y Preferente.
Su regreso definitivo a Tercera División se produjo en la campaña 2002-03 tras ascender de Preferente. Las siguientes temporadas el equipo logró estar en los puestos altos de la tabla y en 2004-05 el Coruxo disputó, por primera vez en su historia, el playoff de ascenso a Segunda División B, aunque cayó eliminado frente al Real Oviedo con 2200 espectadores en O Vao. En 2006-07 quedó en segunda posición empatado a puntos con el líder (Deportivo de la Coruña B), aunque volvió a caer eliminado tras caer ante el CD Toledo, y en 2007-08 el club logró atención mediática al fichar a Everton Giovanella (ex del Celta de Vigo), que volvió al fútbol tras superar una sanción de 2 años. Valery Karpin también llegó a hacer la pretemporada con el club vigués, pero finalmente no fichó y se retiró del fútbol profesional.
Tras varios intentos de ascenso, el Coruxo subió a Segunda División B en la temporada 2009/10.

## Estadio
El Coruxo juega sus partidos como local en el Campo do Vao, que dispone de una superficie de juego de césped natural de 105 x 65 metros y capacidad para albergar a 1.200 espectadores en dos gradas cubiertas de 900 y 100 plazas respectivamente, también otras dos gradas descubiertas con una capacidad para 200 espectadores. Su capacidad total ronda los 2.000 aficionados. El estadio dispone asimismo de un campo de hierba artificial de fútbol sala, cinco vestuarios, de ellos uno para el primer equipo en sus partidos como local, otro para el equipo visitante y uno para el colectivo arbitral. Cuenta también con un gimnasio, clínica deportiva, oficinas, sala de prensa, museo, cafetería y una carpa para eventos diversos.
Las categorías inferiores del club disputan sus encuentros en el Campo de Fragoselo. Este campo dispone de una superficie de hierba sintética de nueva generación de 100 x 60 metros, cuatro vestuarios para equipos, tres vestuarios para árbitros y una cantina. Actualmente la remodelación del complejo deportivo del Coruxo Fútbol Club no está acabada pero en breves se pondrá en marcha la construcción de una grada, nuevos vestuarios, cafetería y un campo de fútbol siete de hierba natural.
El Coruxo en la temporada 2021-22 ha jugado en otros 2 campos distintos al Vao por unas reparaciones que se han realizado en el estadio. Los campos son Fragoselo (campo de entrenamiento del Coruxo) y en Pardellas (estadio municipal de Ponteareas). Este traslado ha sido temporal ya que el 20 de marzo de 2022 volvieron al Vao tras 10 meses de reparaciones.

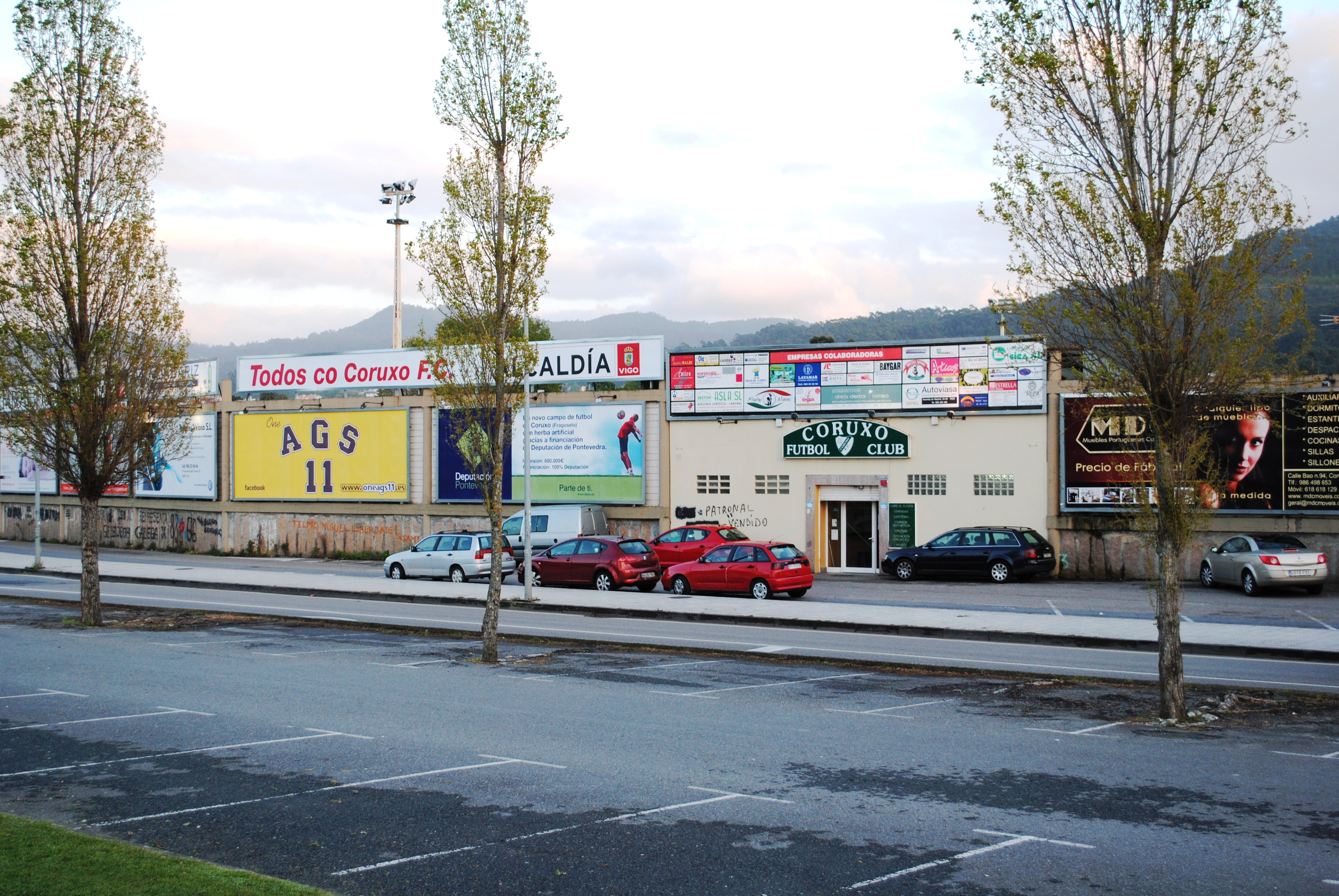

## Uniforme
- Uniforme principal: Camiseta verde, pantalón blanco y medias verdes.
- Uniforme alternativo: Camiseta, pantalón y medias celestes.

## Datos del club
- Temporadas en 1.ª: 0.
- Temporadas en 2.ª: 0.
- Temporadas en 2ªB: 11.
  - Mejor posición: 5.º (temporada 2019-20).
  - Clasificación histórica: 116.º.
- Temporadas en 3.ª: 23.
  - Mejor posición: 2.º (temporada 2006-07).
  - Clasificación histórica: 328.º
- Participaciones en la Copa del Rey: 3.
  - Mejor resultado: 1.ª ronda (en 3 ocasiones).
- Participaciones en Campeonatos Gallego Aficionados: 13.
- Participaciones en Copas de Galicia: 13.

| Temporada | Nivel | Categoría    | Puesto |
| --------- | ----- | ------------ | ------ |
| 1930–57   | —     | Regional     | —      |
| 1957/58   | 4     | Serie A      | 3.º    |
| 1958/59   | 4     | Serie A      | 2.º    |
| 1959/60   | 3     | 3.ª          | 10.º   |
| 1960/61   | 3     | 3.ª          | 13.º   |
| 1961/62   | 3     | 3.ª          | 11.º   |
| 1962/63   | 3     | 3.ª          | 13.º   |
| 1963/64   | 3     | 3.ª          | 14.º   |
| 1964/65   | 3     | 3.ª          | 9.º    |
| 1965/66   | 3     | 3.ª          | 13.º   |
| 1966/67   | 3     | 3.ª          | 15.º   |
| 1967/68   | 4     | Serie A      | 7.º    |
| 1968/69   | 5     | 1.ª Regional | 1.º    |
| 1969/70   | 5     | 1.ª Regional | 6.º    |
| 1970/71   | 5     | 1.ª Regional | 2.º    |
| 1971/72   | 5     | 1.ª Regional | 5.º    |
| 1972/73   | 5     | 1.ª Regional | 5.º    |
| 1973/74   | 5     | 1.ª Regional | 4.º    |
| 1974/75   | 6     | 2.ª Regional | 3.º    |
| 1975/76   | 6     | 2.ª Regional | 7.º    |
| 1976/77   | 6     | 2.ª Regional | 2.º    |
| 1977/78   | 7     | 2.ª Regional | 14.º   |

| Temporada | Nivel | Categoría    | Puesto |
| --------- | ----- | ------------ | ------ |
| 1978/79   | 7     | 2.ª Regional | —      |
| 1979/80   | 7     | 2.ª Regional | 2.º    |
| 1980/81   | 6     | 1.ª Regional | 6.º    |
| 1981/82   | 5     | Preferente   | 6.º    |
| 1982/83   | 5     | Preferente   | 8.º    |
| 1983/84   | 5     | Preferente   | 1.º    |
| 1984/85   | 4     | 3.ª          | 14.º   |
| 1985/86   | 4     | 3.ª          | 9.º    |
| 1986/87   | 4     | 3.ª          | 20.º   |
| 1987/88   | 4     | 3.ª          | 9.º    |
| 1988/89   | 4     | 3.ª          | 16.º   |
| 1989/90   | 4     | 3.ª          | 18.º   |
| 1990/91   | 5     | Preferente   | 2.º    |
| 1991/92   | 4     | 3.ª          | 19.º   |
| 1992/93   | 5     | Preferente   | 7.º    |
| 1993/94   | 5     | Preferente   | 3.º    |
| 1994/95   | 5     | Preferente   | 3.º    |
| 1995/96   | 4     | 3.ª          | 20.º   |
| 1996/97   | 5     | Preferente   | 5.º    |
| 1997/98   | 5     | Preferente   | 7.º    |
| 1998/99   | 5     | Preferente   | 4.º    |
| 1999/00   | 5     | Preferente   | 10.º   |

| Temporada | Nivel | Categoría  | Puesto    | Copa del Rey |
| --------- | ----- | ---------- | --------- | ------------ |
| 2000/01   | 5     | Preferente | 9.º       |              |
| 2001/02   | 5     | Preferente | 12.º      |              |
| 2002/03   | 5     | Preferente | 2.º       |              |
| 2003/04   | 4     | 3.ª        | 9.º       |              |
| 2004/05   | 4     | 3.ª        | 4.º       |              |
| 2005/06   | 4     | 3.ª        | 5.º       |              |
| 2006/07   | 4     | 3.ª        | 2.º       |              |
| 2007/08   | 4     | 3.ª        | 4.º       | 1.ª ronda    |
| 2008/09   | 4     | 3.ª        | 7.º       |              |
| 2009/10   | 4     | 3.ª        | 4.º       |              |
| 2010/11   | 3     | 2.ªB       | 14.º      |              |
| 2011/12   | 3     | 2.ªB       | 11.º      |              |
| 2012/13   | 3     | 2.ªB       | 9.º       |              |
| 2013/14   | 3     | 2.ªB       | 15.º      |              |
| 2014/15   | 3     | 2.ªB       | 8.º       |              |
| 2015/16   | 3     | 2.ªB       | 14.º      |              |
| 2016/17   | 3     | 2.ªB       | 8.º       |              |
| 2017/18   | 3     | 2.ªB       | 16.º      |              |
| 2018/19   | 3     | 2.ªB       | 10.º      |              |
| 2019/20   | 3     | 2.ªB       | 5.º       | 1.ª ronda    |
| 2020/21   | 3     | 2.ªB       | 8.º / 1.º | 1.ª ronda    |
| 2021/22   | 4     | 2.ª RFEF   | 4.º       |              |

## Palmarés

### Torneos nacionales
- Subcampeón de la Tercera División de España (1): 2006-07.

### Torneos regionales
- Copa Galicia (1): 1958-59.
- Copa Diputación de Pontevedra (2): 2008-09, 2009-10.
- Preferente Galicia (1): 1983-84.
- Segunda División Comarcal (1): 1968-69.
- Campeón absoluto de Zonas de Vigo (1): 1956-57.
- Primera División de Zonas de Vigo (3): 1954-55, 1955-56, 1956-57.

### Trofeos amistosos
- Trofeo Ciudad de Pontevedra: (1): 2012
- Trofeo San Roque (Villagarcía de Arosa): (1): 2014

### Premios y reconocimientos
- Premio Vigués distinguido: 2018.[2]
- Mención especial en la gala de los deportes de la Diputación de Pontevedra: 2006 - 2010.

## Otras secciones deportivas
Actualmente el Coruxo Fútbol Club cuenta con una sección de patinaje artístico sobre ruedas y fútbol playa. En temporadas anteriores el club también contó con secciones de fútbol sala o BTT.

### Eventos como organizador
- Campeonato de España de Patinaje Artístico: 2008 - 2010.
- Trofeo Ciudad de Vigo de Fútbol Sala: 2009 - 2010.
- Campus de Verano de fútbol sala: 2007 - 2008 - 2009 - 2010.